# Shin Ji-min
Shin Ji-min (en coréen : 신 지민) est une chanteuse et rappeuse sud-coréenne née le 8 janvier 1991 à Séoul. Elle devient en 2012 leader et rappeuse principale du girl's band AOA, qu'elle doit quitter en juillet 2020 après avoir été accusée de harcèlement par l'ancien membre, Kwon Min-a.

## Filmographie

### Série
- 2016 : Click Your Heart : elle-même (amie de Mina)

### Émission
- 2015 : Unpretty Rapstar